# 殘金缺玉
《殘金缺玉》1960年香港《南洋日報》連載，1961年春第一出版。為古龍早期作品，也是第一部在報紙上連載之作品，後來，出過1998年8月初版的武俠小說版本，可惜中途棄筆，並無結局。

## 故事大綱
滿清初葉，江湖傳聞殘金毒掌重出江湖。為了讓江湖得以太平，群豪商討邀請蕭湘堡的後人來對付，但要有竹木令才可以請出。幸得古濁飄讓出竹木令，才得以解決。蕭湘堡便派出蕭凌到北京相助。
蕭凌初見古濁飄，便已互生情愫。但當蕭凌想到相國府找回古濁飄時，古濁飄卻不見了。近日多人中了殘金掌，但沒有毒發，加上古濁飄行蹤飄忽，群豪起了疑心，古濁飄身邊的書僮棋兒武功深不可測，而且古濁飄師從多個門派，群豪更猜想他就是殘金毒掌的傳人。最後，群豪更約定殘金毒掌在荒野上決戰，但荒野上出現了三個金色的人影，不久又出現了一位青衫少年（並無說明姓名，但文中似是女扮男裝），武功極高，於是群豪便請該少年前往荒野，至此本書便停刊，並無結局。

## 出場人物

### 主要人物
- 古濁飄
- 蕭凌

### 鎮遠鏢局
- 司徒項城：外號～『金剛掌』。 鎮遠鏢局總鏢頭，無人不知，聲名顯赫。
- 郭鑄：外號～『青萍劍』。 鎮遠鏢局的二鏢頭，北方武林使劍的名家。被殘金毒掌 ( 不確定是本人，也有可能是冒充的或殘金毒掌 傳人 ) 所殺死。

### 次要人物
- 無名少年